# Pałac w Posadowie
Pałac w Posadowie – zabytkowy pałac w osadzie Posadowo w Polsce, w województwie wielkopolskim, w powiecie nowotomyskim, w gminie Lwówek.
Obiekt jest pałacem w stylu francuskiego neorenesansu  z XIX w.

## Historia
Ogród i pierwotny dwór powstały prawdopodobnie w pierwszej połowie XVII w. Budowla ta nie prztrwała, jak i  nie zachowała się zabudowa z lat 1844-1847.
Istniejący do dziś pałac zbudował dla Władysława Łąckiego w latach 1869-1870 Stanisław Hebanowski, zapewne według projektów przywiezionych przez Łąckiego z Francji.  Herby, Korzbok-Łąckiego (trzy karpie) i Drogosław (strzała) jego żony Antoniny ze Skórzewskich, umieszczone są w elewacji frontowej pałacu. Hrabia Władysław (1821-1907), był działaczem politycznym i polskim patriotą i za swoją działalność  był więziony w więzieniach Moabit w Berlinie i w Sonnenburgu.
W latach 1911–1912 pałac odrestaurowano i częściowo przebudowano z jednoczesnym uporządkowaniem ogrodu. W trakcie tych prac postawiono nowe murki oporowe tarasów, mostki i balustrady.
Po śmierci Władysława Łąckiego ordynatami byli kolejno jego dwaj synowie Stefan i Stanisław, którzy zmarli bezpotomnie. Właścicielem Posadowa w 1937 stał się ich siostrzeniec i adoptowany syn hrabia Feliks Tyszkiewicz-Łącki. W 1943 z pałacu hitlerowcy wywieźli cenne dzieła sztuki, a po wojnie majątek został upaństwowiony przez władze PRL. Pałac był siedzibą  dyrekcji Stadniny Koni Posadowo. Zamierzano nawet utworzyć w pałacu Muzeum Konia, do czego jednak nie doszło. W 2001 spadkobiercy Łąckich odzyskali pałac i założenie ogrodowe.
15 lutego 2017 doszło do pożaru, wskutek czego zawalił się strop między parterem a pierwszym piętrem pałacu częściowo wykonano prace rozbiórkowe zniszczonego i nadpalonego stropu, ogień nie ogarnął elementów konstrukcyjnych – dachu i poszycia dachowego.

## Pałac – Architektura
Pałac Łąckich w północnej części Posadowa został zbudowany z cegły i otynkowany w 1870 dla hr. Władysława Łąckiego przez Stanisława Hebanowskiego w stylu neorenesansu francuskiego. Pierwotnie dachy pokryte były łupkiem, który podczas remontu w latach 80. XX w. wymieniono na pokrycie blaszane. Za pałacem od strony południowej jest ogród w stylu francuskim przechodzący dalej w park krajobrazowy. Całe założenie pałacowo-parkowe zajmuje powierzchnię 10,6 ha.
Pałac  wzniesiono na rzucie prostokąta z podpiwniczeniem, w którym dawniej mieściły się pomieszczenia gospodarcze łącznie z kuchnią. W elewacji frontowej i ogrodowej znajdują się dwa piętrowe ryzality, zwieńczone bogatymi renesansowymi szczytami. Oba ryzality poprzedzone są balkonowymi portykami. Pałac posiada dwie kondygnacje, z których na parterze są pomieszczenia reprezentacyjne ze stropami drewnianymi z podsufitką. Druga kondygnacja umiejscowiona jest w mansardowym dachu z poddaszem. Po bokach stoją cztery wieże, każda inna, o innej wysokości i w inny sposób z korpusem budowli połączona. Nakryte są hełmami o zróżnicowanych formach z chorągiewkami. Najwyższa jest czteropiętrowa wieża południowo-zachodnia nad dawnym pokojem właściciela. Ciekawa jest elewacja wschodnia z tarasem częściowo we wnęce łączącej się z jadalnią.
Charakterystyczna dla pałacu jest oś główna zaczynająca się podjazdem, który przechodzi w sień połączoną kilkoma stopniami z westybulem, zbrojownię i salon z wyjściem do ogrodu, który przechodzi w aleję widokową. Centralnym pomieszczeniem była dwukondygnacyjna, ośmioboczna zbrojownia z bogatym zbiorem pamiątek narodowych i rodzinnych. Sala była dobrze oświetlona przez okna i dodatkowo świetlik w dachu. Oprócz porozwieszanego uzbrojenia wystrój wnętrza stanowiły zachowane do dziś bogate dekoracje sztukatorskie w stylu klasycystycznym, w tym osiem reliefowych płyt umieszczonych na poziomie drugiej kondygnacji nad wydatnym gzymsem.  Dwie z płyt – nad drzwiami wschodnimi i zachodnimi – wypełniają herby właścicieli Korzbok i Nowina. Bardzo plastyczne, głęboko rzeźbione w stiuku symboliczne przedstawienia tworzą cykl opowieści o przodkach spleciony z historią Polski. Pod sufitem, którego środek stanowił szklany dach, biegł fryz złożony z hełmów Ateny, wieńców laurowych i skrzyżowanych mieczy. Liczne portrety polskich bohaterów wypełniały wolne miejsca. Niestety obrazy zaginęły podczas II wojny światowej.

## Park
Park pałacowy położony jest od strony południowej pałacu w kształcie wydłużonego prostokąta schodzącego tarasami na północ wzdłuż osi północ-południe. Na ich murach oporowych, na balustradzie przy pałacu i mostkach ustawiono wazy i sfinksy. Tarasy zamknięte są podwójnym szpalerem bukowo-lipowym. Na osi głównej znajduje się aleja ze schodami, która na górnym tarasie krzyżuje się z aleją poprzeczną. Wzdłuż alej zasadzono kilkadziesiąt cisów strzyżonych w bryły geometryczne o zróżnicowanym kształcie. Na kolejnym tarasie znajdują się dwa duże dęby. Od północy ogród zamyka staw. W czasach, gdy pałac był w posiadaniu Stadniny Koni Posadowa, ogrodnik, pracujący dla Łąckich jeszcze przed wojną, systematycznie i umiejętnie opiekował się parkiem.

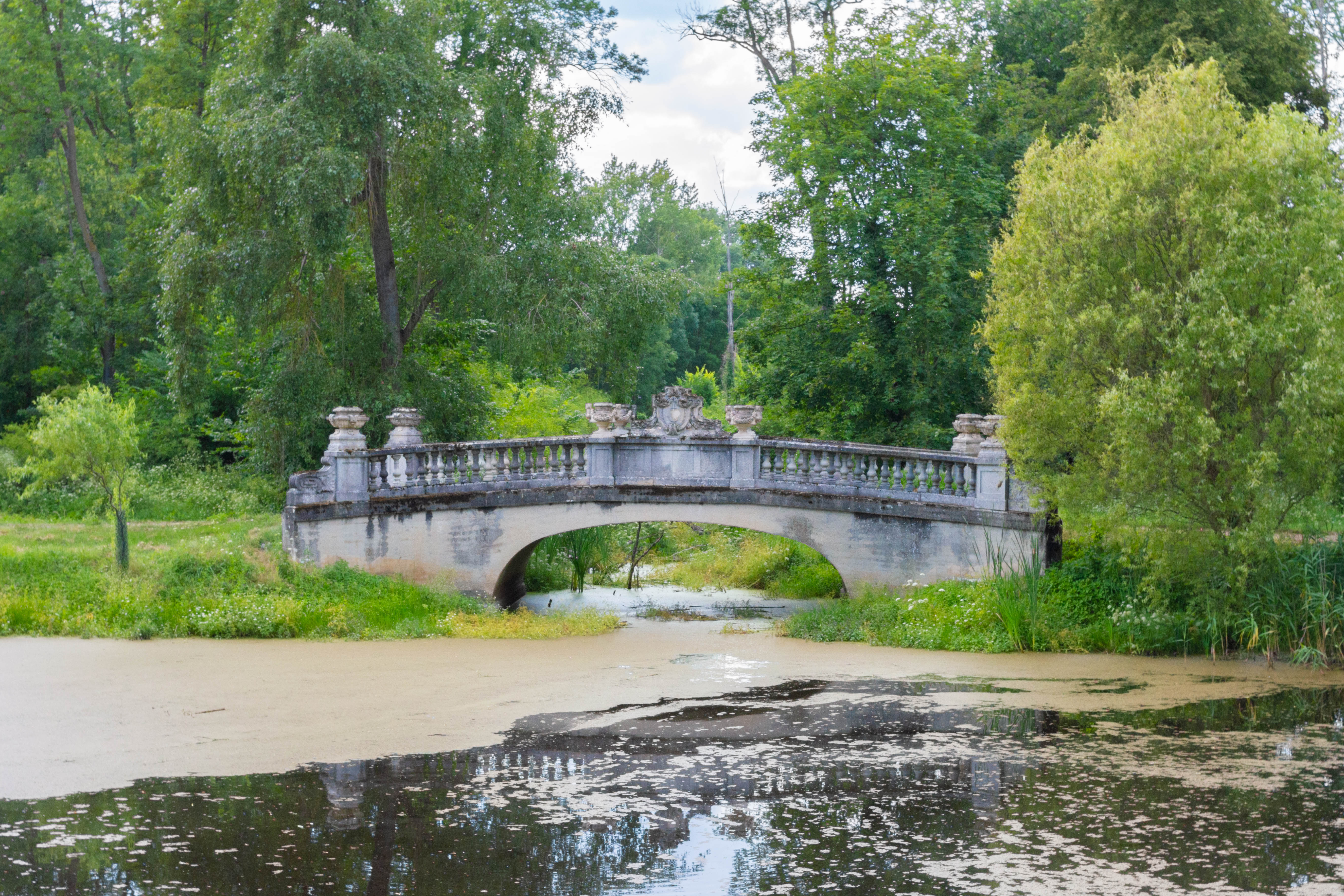
Most z herbem Łąckich (park)
Herb Łąckich
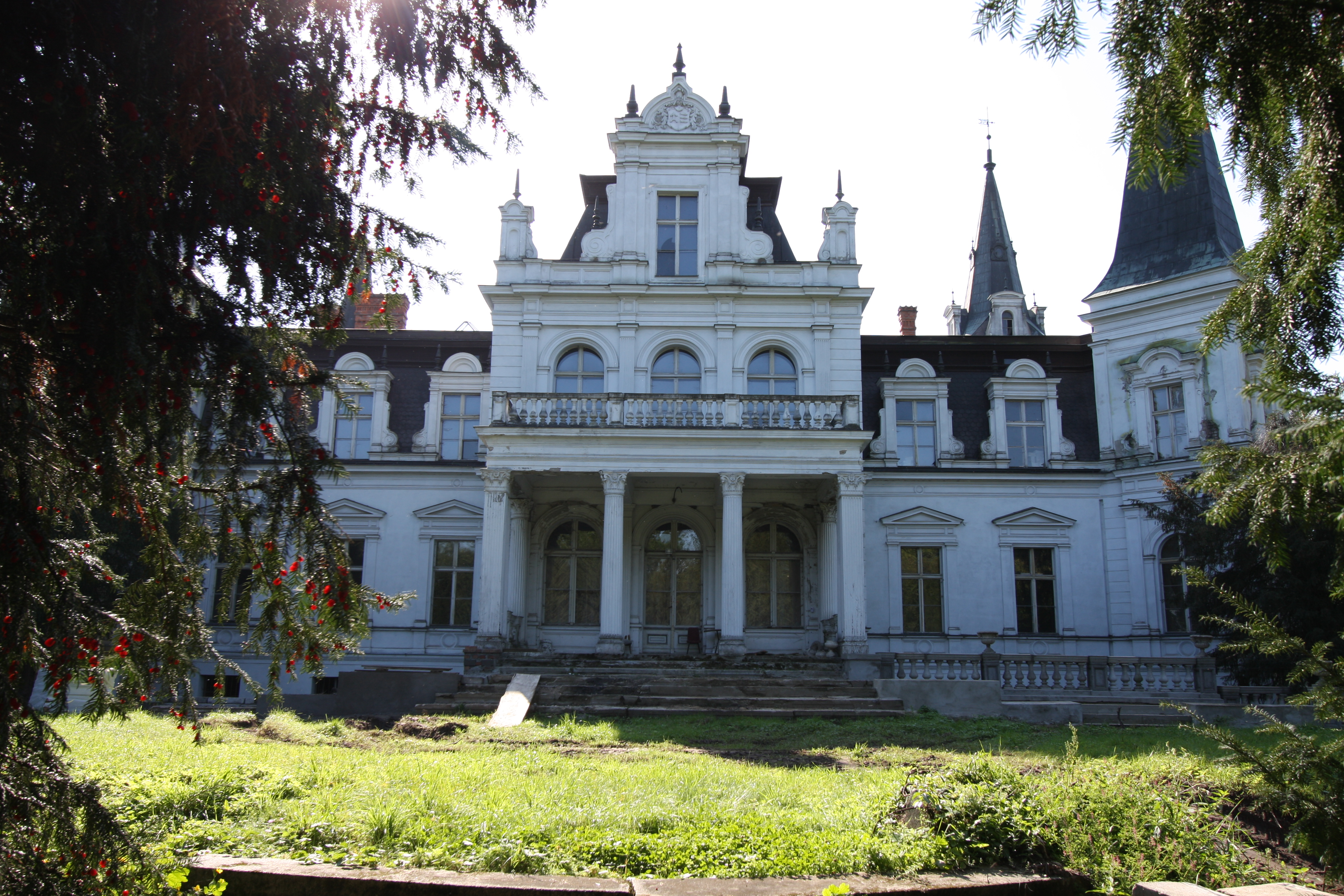
Elewacja ogrodowa
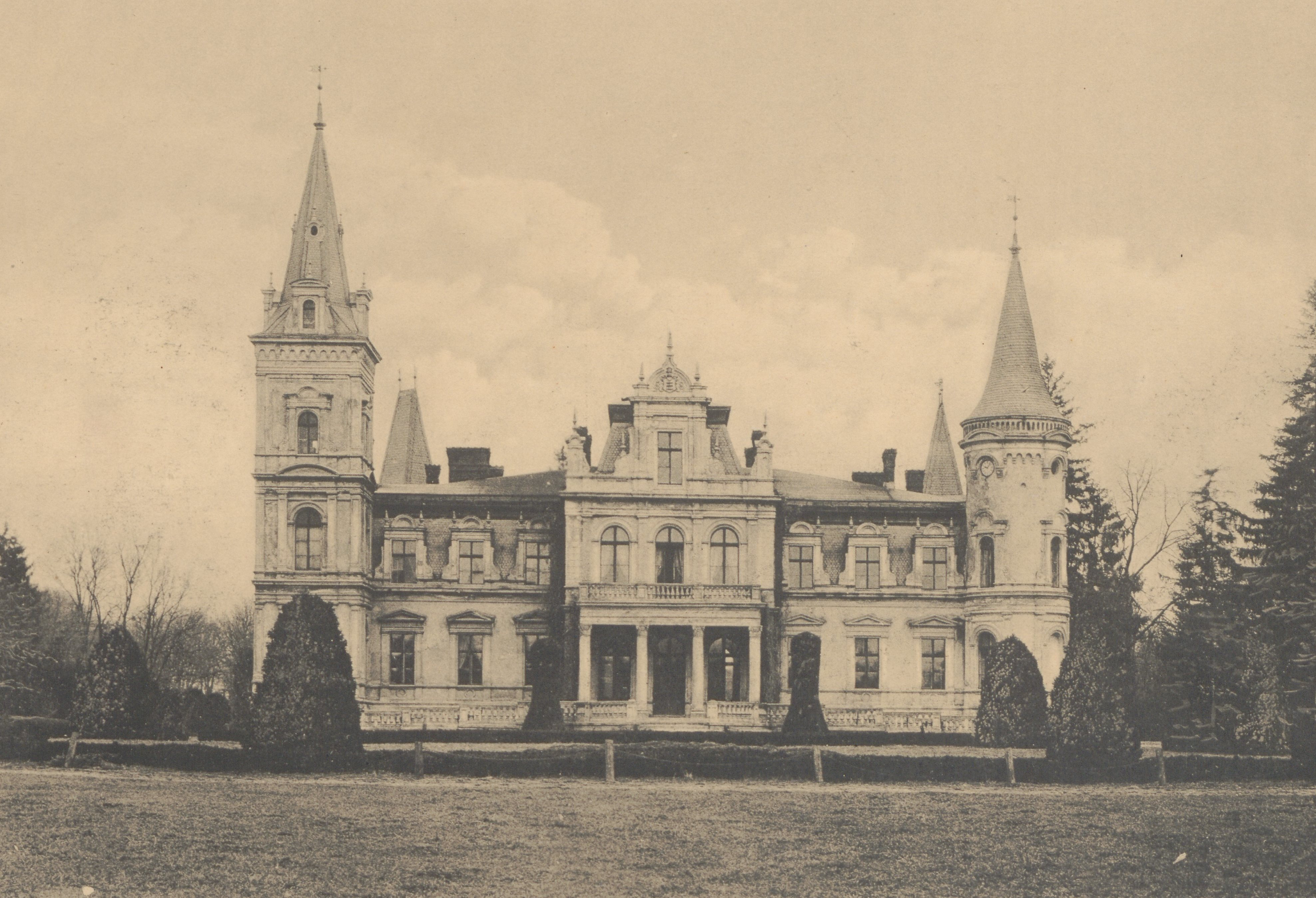
Widok pałacu (1912)
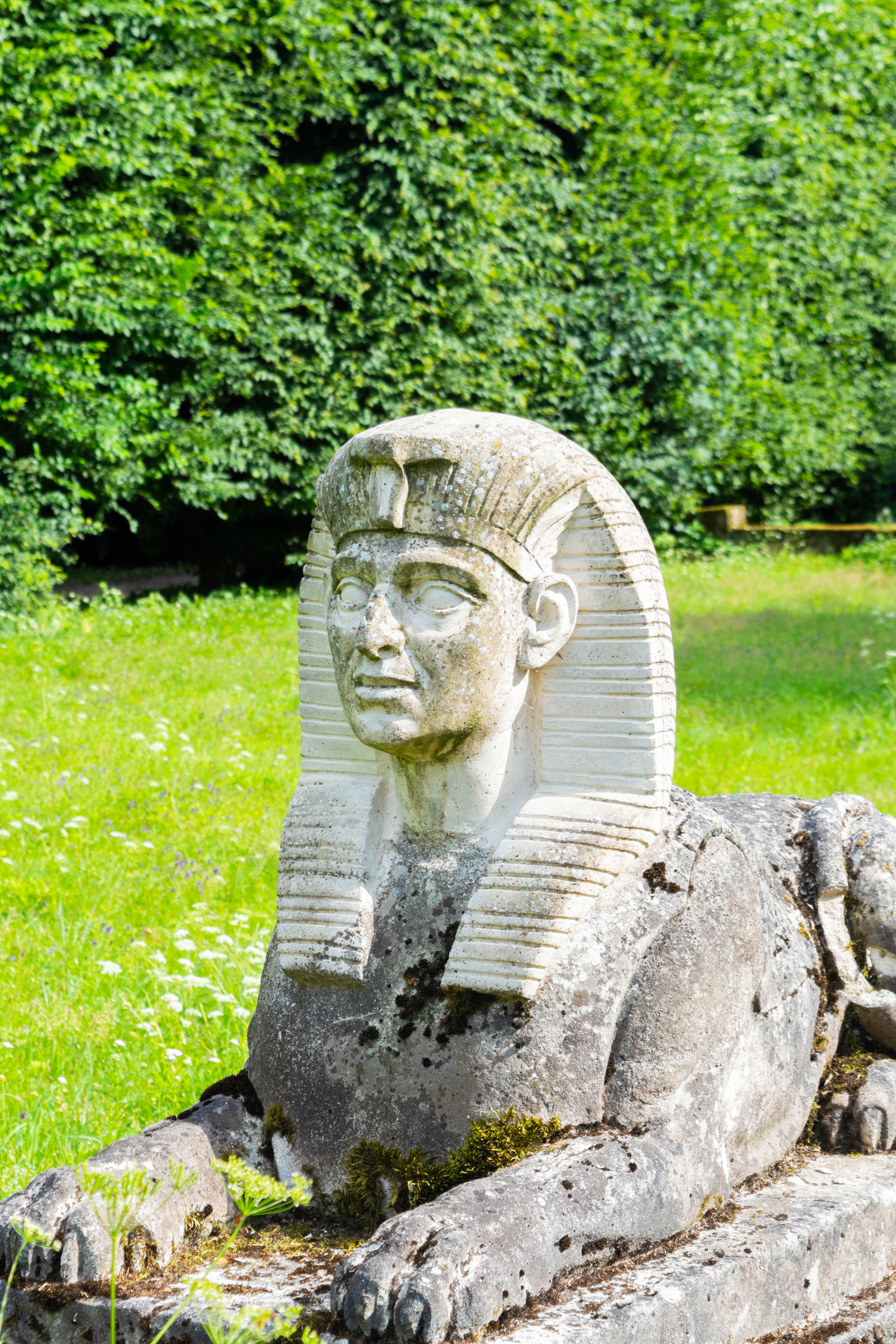
Pomnik Sfinksa w parku